# Nowosiółki (Basses-Carpates)
Pour les articles homonymes, voir Nowosiółki.
Nowosiółki est un village de Pologne, située dans le gmina de Baligród, dans le Powiat de Lesko, dans la Voïvodie des Basses-Carpates. Il est situé à 7 kilomètres au nord de Baligród, à 9 kilomètres au sud de Lesko et à 73 kilomètres au sud de la capitale régionale Rzeszów.
Le poète Markian Chachkevytch y fut prêtre.

## En images

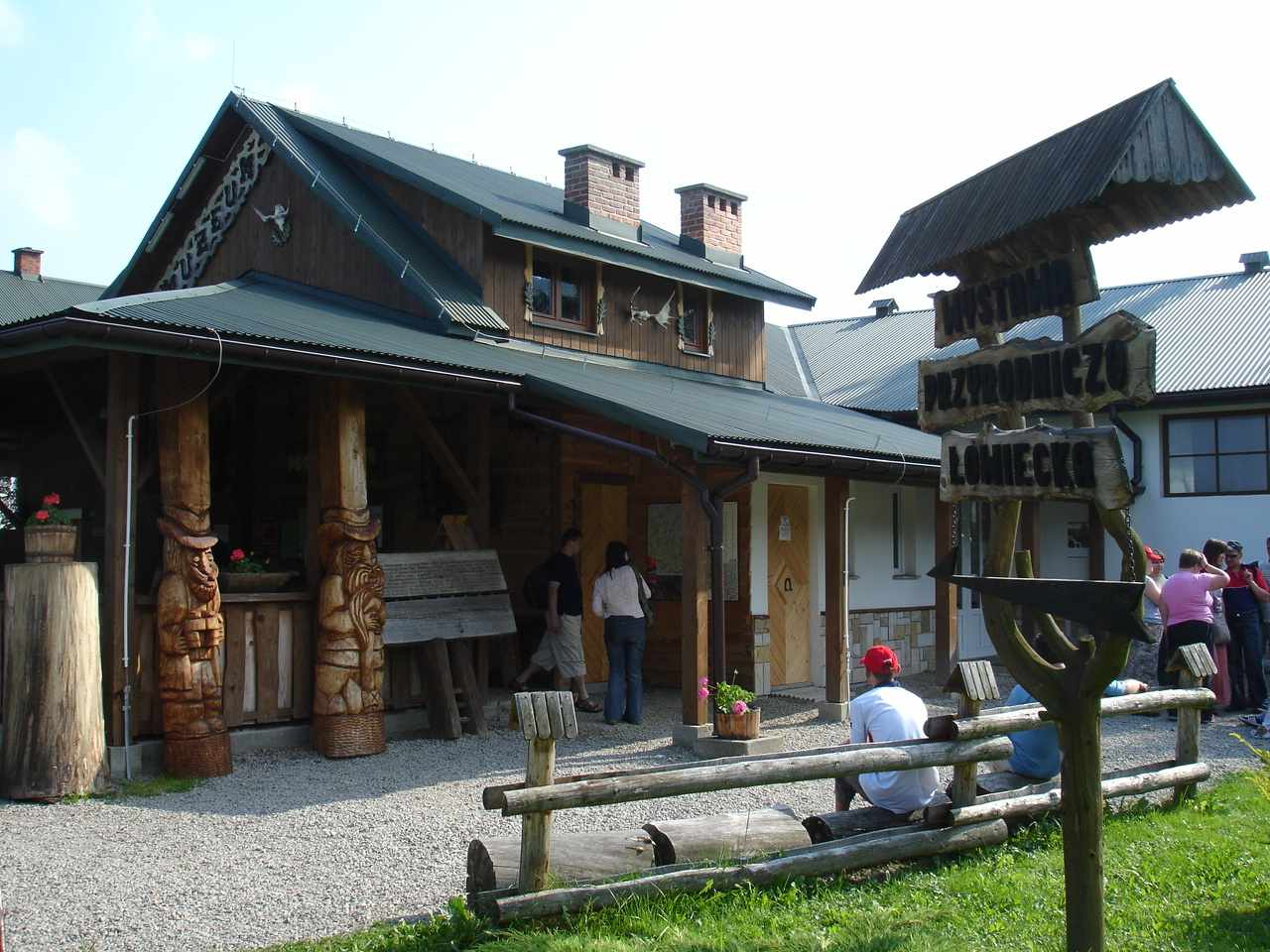
Musée, privé, de la nature et de la chasse,
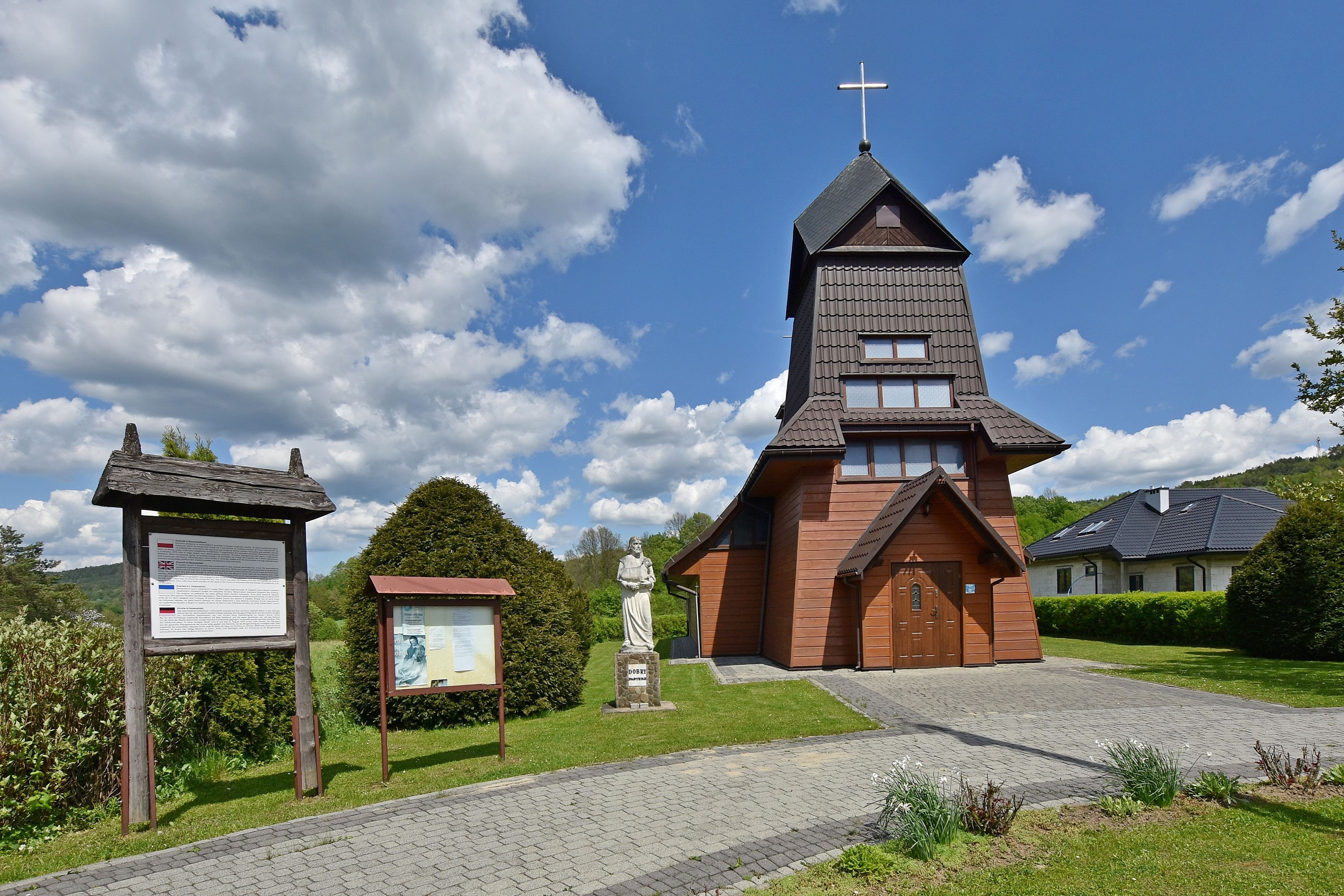
église st-Joseph,
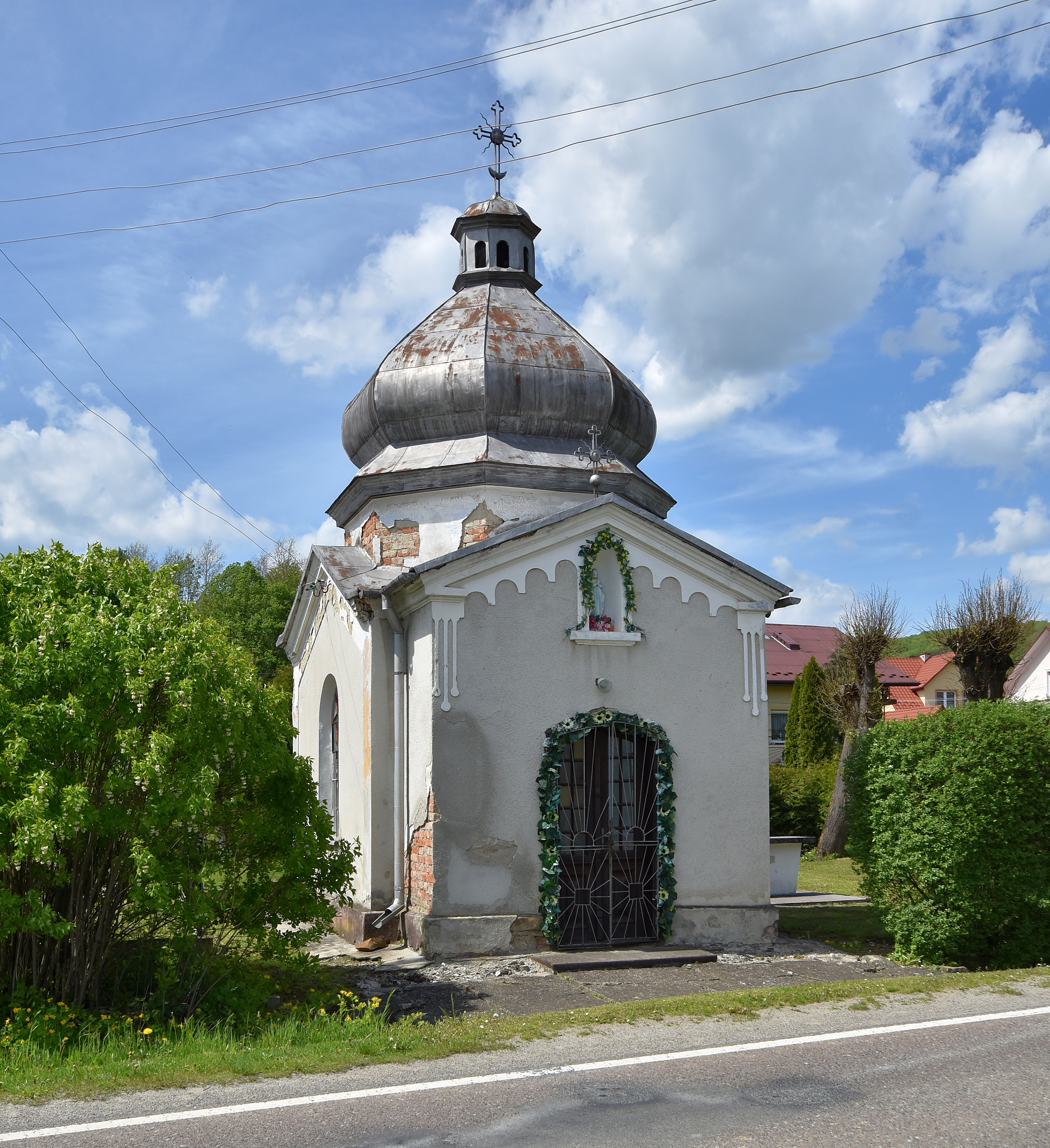
et Pierre&Paul.